# Fabián Dorado
Fabián Dorado, vollständiger Name José Fabián Dorado, (* 18. August 1990) ist ein uruguayischer Fußballspieler.

## Karriere
Der nach Angaben seines Vereins 1,68 Meter große Stürmer begann seine Laufbahn 2011 beim uruguayischen Club Peñarol. Von September 2011 bis Ende Juni 2012 wird er als Spieler des Colón FC geführt. In der Saison 2012/13 stand er beim Erstligisten Club Atlético Cerro unter Vertrag. In der Apertura 2012 kam er dort elfmal in der Primera División zum Einsatz. Dreimal stand er in der Startelf. In der Rückrunde kamen sieben weitere Spiele mit seiner Beteiligung hinzu. Insgesamt erzielte er drei Treffer. Anfang März 2014 wechselte er innerhalb Montevideos zum Zweitligisten Central Español. Dort kam er in der Clausura 2014 in vier Partien der Segunda División zum Zug und schoss ein Tor. In der Spielzeit 2014/15 und darüber hinaus ist bislang (Stand: 12. August 2016) weder ein Einsatz noch eine Kaderzugehörigkeit verzeichnet.